# Novoje Stoepino
Novoje Stoepino (Russisch: Новое Ступино; "Nieuw-Stoepino") is een geplande satellietstad van Moskou op 70 kilometer ten zuiden van de MKAD en iets ten noorden van Stoepino in het district Stoepinski van de Russische oblast Moskou. Het moet de eerste Russische satellietstad worden die volledig uit laagbouw zal bestaan. Bij de voltooiing zullen er volgens de plannen ongeveer 55.000 mensen wonen. Bij de stad moeten ook een industriegebied (Sjmatovo; 200 hectare), winkelcentra en kantoorruimte (200.000 m²), openbare voorzieningen (245.000 m²) en recreatiegebieden (225 hectare) komen. De stad ligt op ongeveer 40 minuten rijden van de (internationale) luchthaven Domodedovo en zal worden ontsloten door de M4 (Don) en de Pavletskoje-lijn van de Moskovskaja Zjeleznaja Doroga (spoorlijn).
Het plan is gebaseerd op een Canadees planologisch experiment en is met name gericht op het welzijn van de inwoners en een ecologisch schone leefomgeving. Het vormt een project dat goed past binnen het Russische federale overheidsprogramma (van het ministerie van regionale ontwikkeling) "lange termijnstrategie voor de massabouw van behuizingen voor alle burgercategorieën van de Russische Federatie"; een programma gericht op het bieden van betaalbare huisvesting aan alle Russen waarbij de grote dichtslibbende steden (zoals Moskou en Sint-Petersburg) worden ontlast.
Het project zal worden aangelegd door het Russische bedrijf MR Group (bekend van bouwprojecten in Moskou en Sotsji), dat de gronden hiervoor aankocht in 2008. Op 28 juli 2010 werd de eerste steen gelegd in het gezelschap van onder andere minister van regionale ontwikkeling Viktor Basargin en gouverneur van de oblast Moskou Boris Gromov. De eerste fase van het project moet worden voltooid in 2012. In 2008 verklaarde het bedrijf dat het project voltooid moet zijn in 2019.